# Tuberoppia rotundata
Tuberoppia rotundata är en kvalsterart som först beskrevs av Golosova 1970.  Tuberoppia rotundata ingår i släktet Tuberoppia och familjen Oppiidae. Inga underarter finns listade i Catalogue of Life.